# جيرمين غريشام
جيرمين غريشام (بالإنجليزية: Jermaine Gresham)‏ هو لاعب كرة قدم أمريكية أمريكي، ولد في 16 يونيو 1988 في أدمور في الولايات المتحدة.

## وصلات خارجية
- جيرمين غريشام على موقع مرجع كرة القدم المحترفة.كوم (الإنجليزية)